# Liste von Persönlichkeiten der Stadt Gorizia
Diese Liste enthält in Gorizia geborene Persönlichkeiten sowie solche, die in Gorizia gewirkt haben, dabei jedoch andernorts geboren wurden. Die Liste erhebt keinen Anspruch auf Vollständigkeit.

## In Gorizia / Gurize / Gorica / Görz geborene Persönlichkeiten

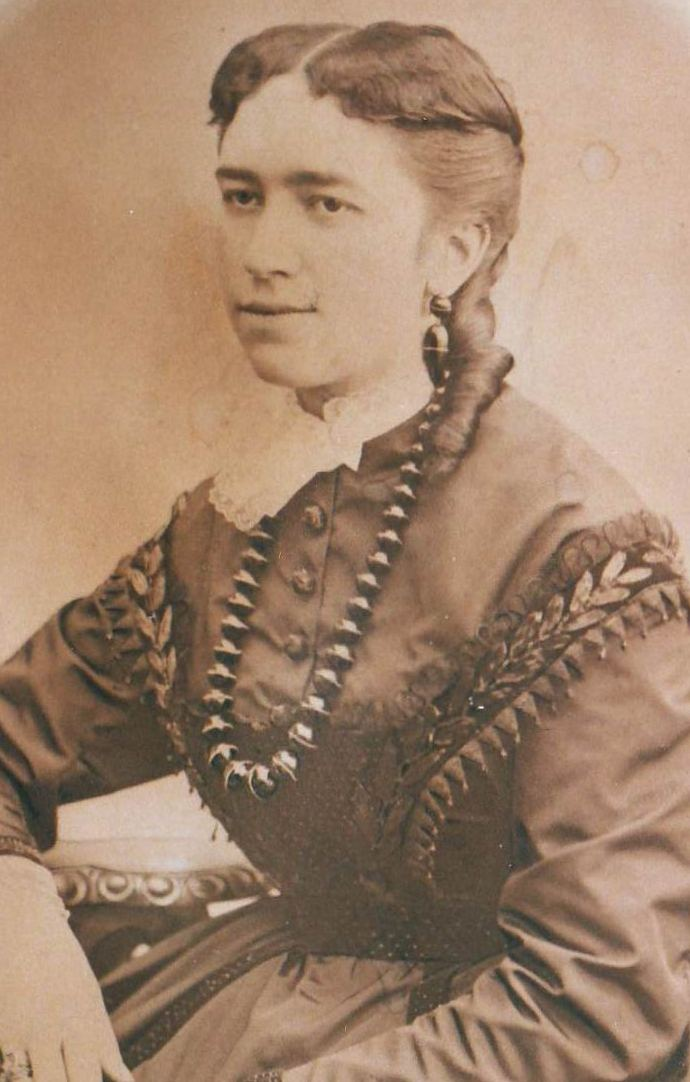
Elvine de La Tour

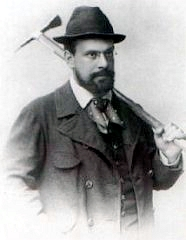
Julius Kugy

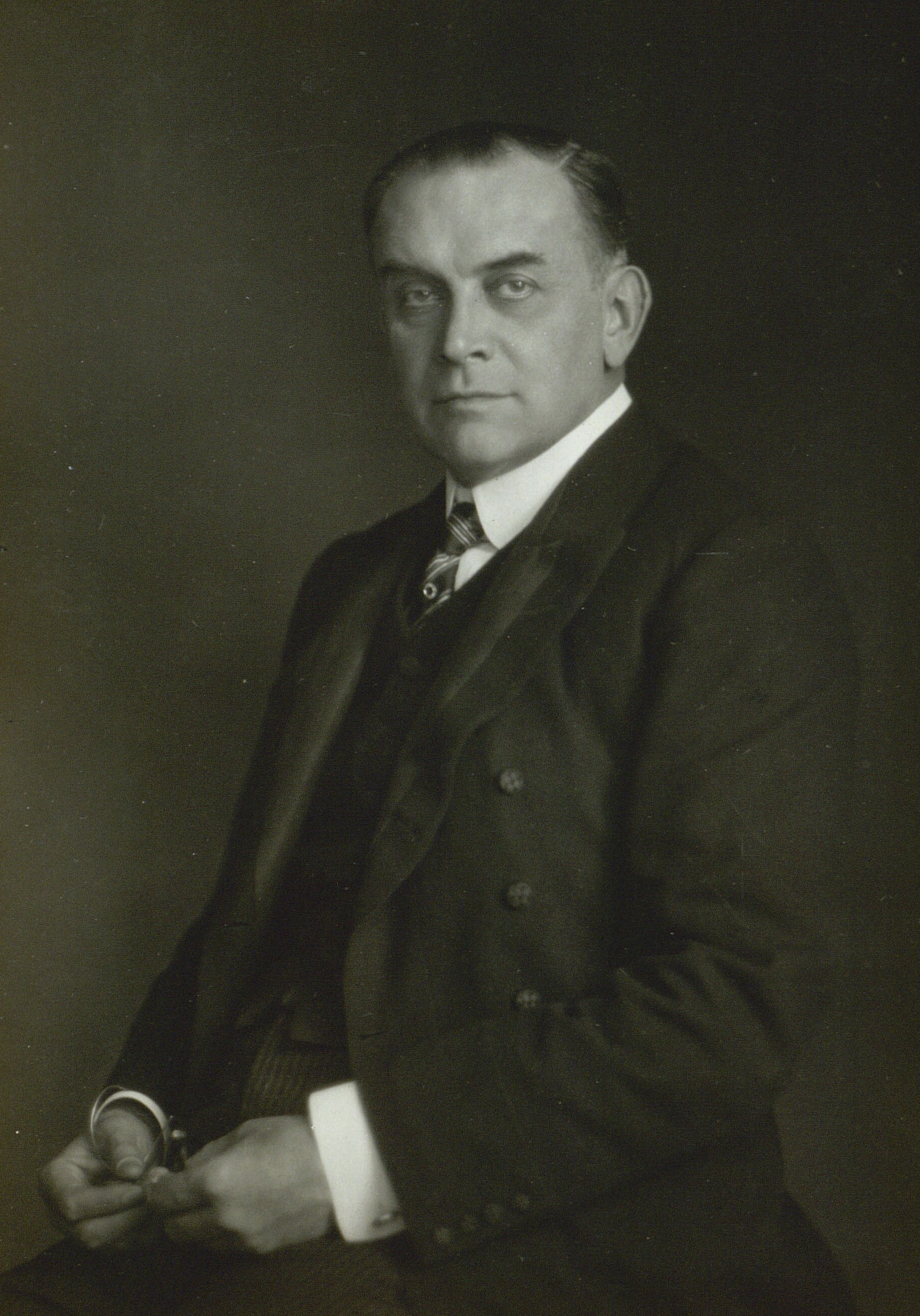
Carl Moltke

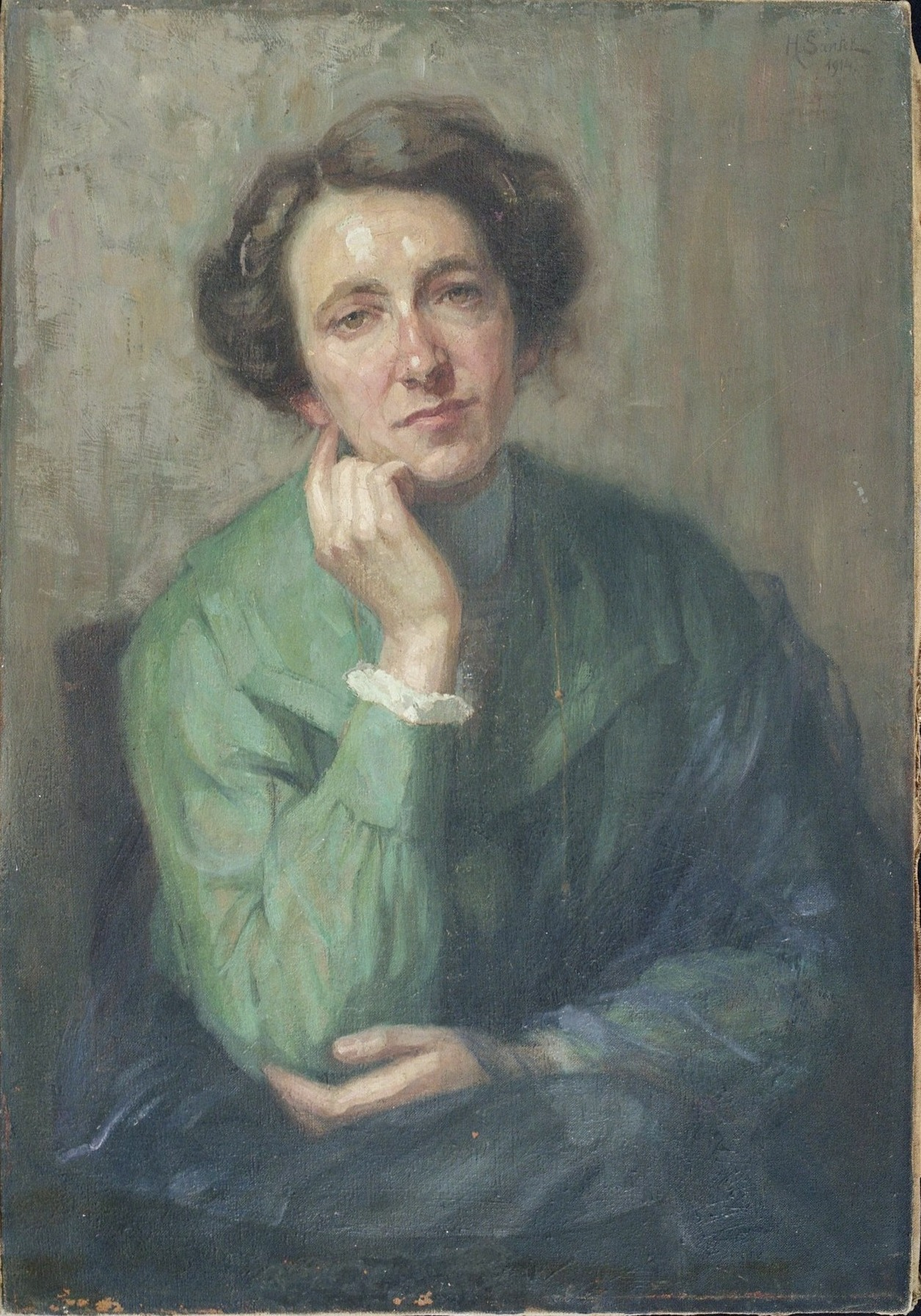
Henrietta Šantel

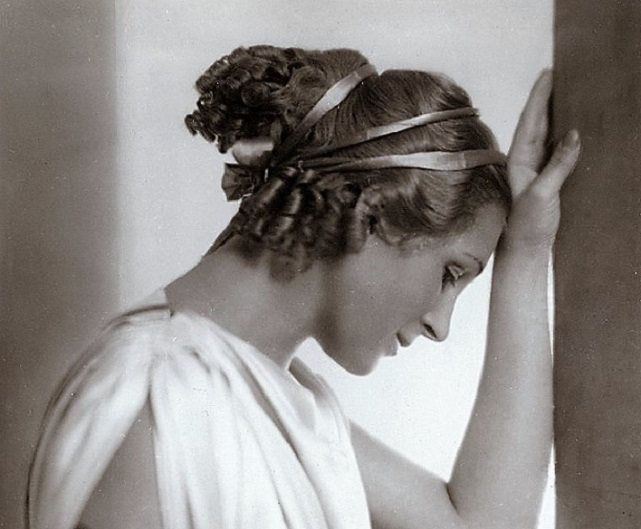
Nora Gregor

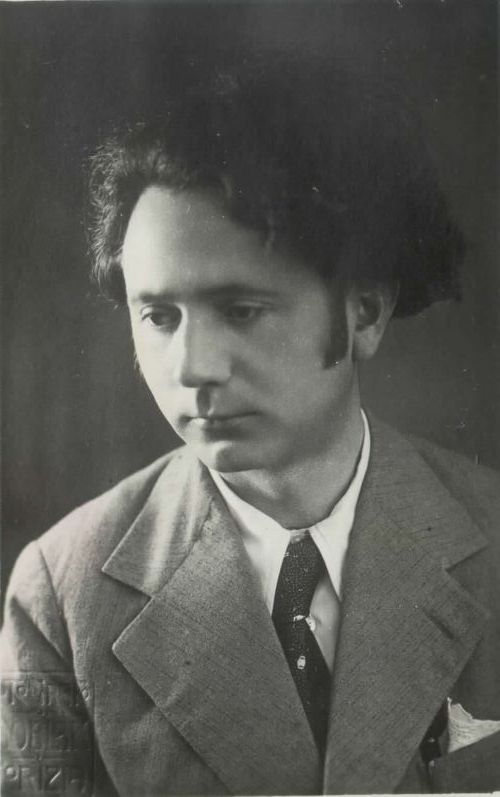
Lojze Bratuž

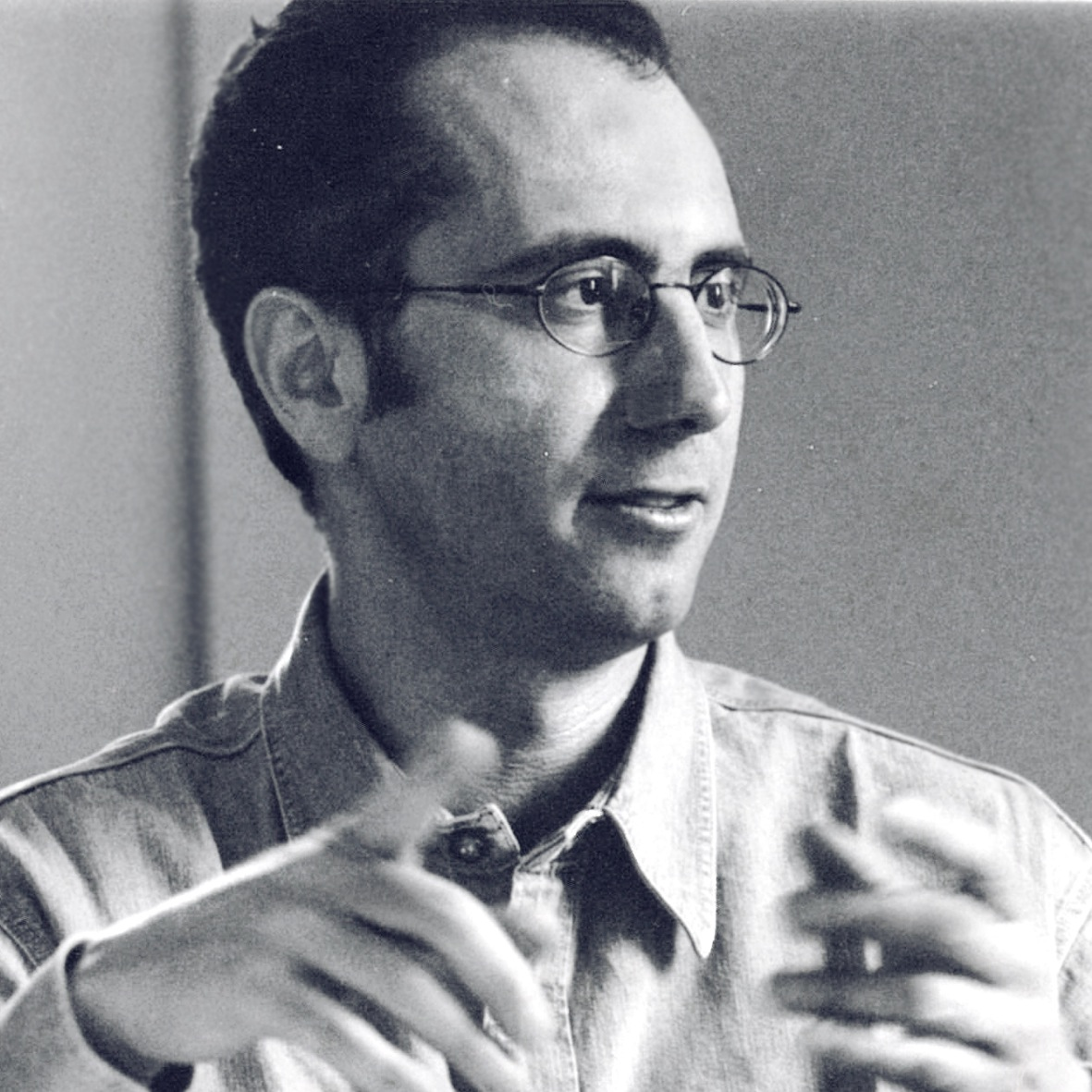
Fausto Romitelli

### Bis 1799
- Johann Ludwig Hektor von Isolani (1586–1640), kaiserlich-österreichischer General
- Raymund Ferdinand von Rabatta (1669–1722), Fürstbischof von Passau
- Joseph Oswald Graf von Attems (1674–1744), Bischof von Lavant
- Carlo Morelli di Schönfeld (1730–1792), habsburgischer Amtsträger in Görz und Triest
- Leopold Lorenz Bartholomäus von Strassoldo (1739–1809), kaiserlich österreichischer Feldmarschall-Lieutenant
- Johann Nepomuk von Edling (1747–1793), Verwaltungsjurist und Schulreformer
- Franz Caucig (1755–1828), neoklassizistischer Maler und Zeichner
- Johann Baptist von Pacassi (1758–1818), Architekt, Jurist, Astronom und Mathematiker
- Joseph Lazarus Morpurgo (1759–1835), Kaufmann, Literat und Versicherungsfachmann
- Joseph Reiner (1765–1797), Geistlicher, Botaniker und Mineraloge
- Ferdinand von Andrian-Werburg (1776–1851), bayerischer Generalkommissär
- Isaak Samuel Reggio (1784–1855), jüdischer Gelehrter und Rabbi
- Giuseppe Tominz (1790–1866), Maler
- Julius Cäsar von Strassoldo (1791–1855), kaiserlich-österreichischer Feldmarschallleutnant
- Michael Coronini-Cronberg (1793–1876), österreichischer Politiker
- Johann Baptist Coronini-Cronberg (1794–1880), österreichischer Feldzeugmeister

### 1800 bis 1849
- Anton von Doblhoff-Dier (1800–1872), österreichischer Politiker
- Johann Baptist Stein (1810–1873), österreichischer Politiker
- Victor Franz von Andrian-Werburg (1813–1858), österreichischer Politiker
- Johann Jakob Della Bona (1814–1885), Fürstbischof von Trient
- Antonio Rotta (1828–1903), Genremaler
- Graziadio Isaia Ascoli (1829–1907), Sprachwissenschaftler und Orientalist
- Anton Battig (1832–1896), Brückenbautechniker
- Franz Coronini-Cronberg (1833–1901), österreichischer Politiker
- Alois Gironcoli (1834–1877), österreichischer Politiker
- Johann Nepomuk Gleispach (1840–1906), österreichischer Jurist und Justizminister
- Anton Pick (1840–1902/05), Landschaftsmaler
- Elvine de La Tour (1841–1916), Gründerin der Evangelischen Stiftung de La Tour
- Eugen Ritter von Záhony (1844–1919), österreichischer Industrieller und Politiker
- Luigi Loir (1845–1916), französischer Maler
- Wilhelm Anton Michael von Attems-Petzenstein (1848–1916), österreichischer Feldmarschallleutnant

### 1850 bis 1899
- Richard Sterneck (1853–1893), Diplomat und Politiker
- Robert de Fiori (1854–1933), Journalist und Agent
- Antonio Lasciac (1856–1946), Architekt
- Robert Billeter (1857–1917), Schweizer Politiker
- Julius Kugy (1858–1944), Bergsteiger und Schriftsteller
- Franz Kalser von Maasfeld (1860–1942), österreichisch-ungarischer General
- Isidoro Reggio (1861–1922), Journalist, Chefredakteur und Schriftsteller
- Reinhard August zu Leiningen-Westerburg-Altleiningen (1863–1929), preußischer Offizier
- Viktor von Attems-Heiligenkreuz (1864–1947), österreichischer Beamter
- Carl Poul Oscar Graf Moltke (1869–1935), dänischer Diplomat und Außenminister
- Italico Brass (1870–1943), Maler
- Anton Mailly (1874–1950), österreichischer Volkskundler
- Henrietta Šantel (1874–1940), Malerin
- Hans Albrecht Moser (1882–1978), Schweizer Schriftsteller
- Rudolf Perco (1884–1942), Architekt
- Carmen Coronini (1885–1968), österreichische Anatomin
- Eduard Nittner (1885–1913), Flugpionier
- Vojeslav Molé (1886–1973), jugoslawischer Kunsthistoriker
- Wladimir von Hartlieb (1887–1951), österreichischer Schriftsteller und Theaterkritiker
- Carlo Michelstaedter (1887–1910), Schriftsteller, Philosoph und Maler
- Leo Planiscig (1887–1952), Kunsthistoriker
- Friedrich Morton (1890–1969), österreichischer Höhlenforscher und Reiseschriftsteller
- Anny Dollschein (1893–1946), österreichische Künstlerin
- Rodolfo Lipizer (1895–1974), Violinist
- Othmar Crusiz (1899–1960), österreichischer Beamter

### 1900 bis 1949
- Romina Basso (* ?), Mezzosopranistin
- Nora Gregor (1901–1949), Schauspielerin
- Lojze Bratuž (1902–1937), Chorleiter und Komponist
- Mario Pontoni (1905–1996), Keramiker
- Gertrud Wagner (1907–1992), österreichische Soziologin und Wirtschaftswissenschaftlerin
- Bruno Binder-Krieglstein (1908–1990), Verwaltungsjurist
- Josip Jernej (1909–2005), kroatischer Romanist, Italianist und Lexikograf
- Emma Ripper-Schwabe (1909–1997), österreichische Skirennläuferin, Chemikerin, Unternehmerin und Sportfunktionärin
- Boris Pilato (1914–1997), Tänzer, Choreograf und Ballettdirektor
- Bruno A. Boley (1924–2017), US-amerikanischer Ingenieur
- Vladimir Jurko Glaser (1924–1984), kroatischer theoretischer Physiker
- Maria Rudolf (1926–2012), Widerstandskämpferin
- Gianni Bisiach (1927–2022), Filmregisseur und Autor
- Alessandro Marchetti (1929–2024), Regisseur, Schauspieler und Schauspieldozent
- Paolo Bozzi (1930–2003), Psychologe, Violinist und Musiktheoretiker
- Carlo Rubbia (* 1934), Physiker und Nobelpreisträger
- Giorgio Puia (* 1938), Fußballspieler
- Avgust Ipavec (1940–2023), slowenisch-österreichischer Priester, Komponist und Dirigent
- Paolo Maurensig (1943–2021), Schriftsteller
- Edoardo Reja (* 1945), Fußballspieler und -trainer
- Marjan Mozetich (* 1948), kanadischer Komponist und Musikpädagoge

### Ab 1950
- Fulvio Melia (* 1956), Astronom und Astrophysiker
- Fausto Romitelli (1963–2004), Komponist
- Paolo Vidoz (* 1970), Boxer
- Andrea Figallo (* 1972), Sänger und Produzent
- Michele Mian (* 1973), Basketballspieler
- Paolo Camossi (* 1974), Leichtathlet
- Enrico Degano (* 1976), Radrennfahrer
- Elisa Togut (* 1978), Volleyballspielerin
- Salvatore Langella (* 1986), Theater- und Filmschauspieler
- Andrea Seculin (* 1990), Fußballspieler
- Luca Braidot (* 1991), Mountainbiker
- Jacopo Petriccione (* 1995), Fußballspieler

## Berühmte Einwohner von Gorizia / Gurize / Gorica / Görz

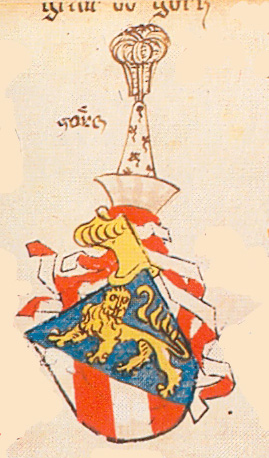
Wappen der Grafen von Görz

- Engelbert I. (?–1122/23), Graf von Görz
- Meinhard I. (?–1142), Graf von Görz
- Heinrich I. (?–1148/49), Graf von Görz
- Engelbert II. (?–≈1189), Graf von Görz
- Engelbert III. (≈1164/1172–1220), Graf von Görz
- Meinhard II. (≈1163–1223), Graf von Görz
- Meinhard III. (≈1193/1194–1258), Graf von Görz, als Meinhard der I. auch Graf von Tirol
- Meinhard IV. (≈1239–1295), Graf von Görz, als Meinhard der II. auch Graf von Tirol
- Albert I. (≈1240/41–1304), Graf von Görz und Tirol
- Anton Attems (1736–1826), Generalmajor
- Sigmund von Attems-Petzenstein (1708–1758), Historiker und Landverweser
- Karl Coronini-Cronberg (1818–1910), österreichischer Beamter, Politiker und Schriftsteller
- Heinrich Groß (1849–≈1903), Gymnasialdirektor und Autor
- Marie von Egger (1851–1929), österreichische Schriftstellerin
- Ervino Pocar (1892–1981), Literaturwissenschaftler, Germanist und Übersetzer